# جوزف كاستين
جوزف كاستين (بالألمانية: Josef Kastein)‏ (أو يوليوس كاتزنشتاين Julius Katzenstein، (6 أكتوبر 1890، بريمن - 13 يونيو 1946، حيفا)، كاتب وقانوني يهودي ألماني المولد. أشتهر بكتابه Eine Geschichte der Juden الذي نشر في ألمانيا سنة 1931 وترجم إلى الإنجليزية والعبرية. حسب رأي دوغلاس ريد كان جوزف كاستين «أحد أكثر المؤرخين الصهاينة حماسا.. الذي تمسك برأي أن العهد القديم كان في الواقع برنامجا سياسيا، طوّع لموافقة ظروف العصر الحالي.. وأن القوانين الموجودة في العهد القديم يجب أن تطبق وتتحقق حرفيا.» من كتاب الجدل حول صهيون لدوغلاس ريد.

## أعماله
•	Melchior. Ein hanseatischer Kaufmannsroman. Bremen, Friesen-Verlag, c1927.
•	The Messiah of Ismir: Sabbatai Zevi. Translated by Huntley Paterson. New York, Viking Press, c1931.
•	Eine Geschichte der Juden. Berlin, Ernst Rowohlt Verlag, 1931. (Reed. Vienna, Löwit, 1935).
•	Jews in Germany. Translated from the German by Dorothy Richardson, with a preface by James Stephens. London, The Cresset press, 1934.
•	Uriel da Costa, oder, Die Tragoedie der Gesinnung. Berlin, Rowohlt, 1932.
•	Juedische Neuorientierung. Vienna, R. Loewit, 1935.
•	History and destiny of the Jews. Translated by Huntley Paterson. Garden City, N.Y., Garden City publishing co., inc., 1936.